# Secretariado do Comité Central do PCUS
O Secretariado do Comité Central de Partido Comunista da União Soviética (em russo: Секретариат ЦК КПСС) era o órgão do Comité Central responsável pela administração central do Partido. Em contraposição, o Politburo era o órgão que desenhava a política do Partido. Os membros do Secretariado eram eleitos pelo Comité Central, e, dentre eles, o Secretário Geral, principal dirigente, era também membro de pleno direito do Politburo. 

## História do Secretariado
O secretariado foi estabelecido pelo Comité Central em 6 de agosto de 1917 e esteve inicialmente composto por Feliks Dzerzhinski, Matvei Muranov e Iakov Sverdlov como membros plenos e por Adolf Ioffe e Elena Stasova como membros candidatos. Após a Revolução de Outubro, Sverdlov e Stasov dirigiram de facto o secretariado, na medida em que o resto de membros assumiam outras tarefas. Naquele momento, o Secretariado tornou-se responsável pela coordenação das atividades das organizações regionais do Partido e pelas tarefas administrativas diárias. 
Em março de 1919, o secretariado ficou com um membro a menos após a morte (26 de março) de Sverdlov. Nesse mesmo mês, o dia 25, Stasova foi eleita Secretária Chefa (cargo de máxima responsabilidade anterior à criação da Secretaria Geral). Stasova foi substituída em novembro daquele ano pelo recém integrado Nikolai Krestinski.
Em 5 de abril de 1920, foram substituídos todos os membros do secretariado exceto Krestinski, a quem se uniram os novos membros plenos Evgeni Preobrazhenski e Leonid Serebriakov. Os membros foram substituídos quase um ano depois, em 16 de março de 1921, por V. Mikhailov, Viatcheslav Molotov e Emelian Iaroslavski, que ocuparam os seus respetivos cargos até 3 de abril de 1922. Naquela altura, o Secretariado deixara de ser apenas um comité técnico e transformara-se num dos órgãos mais importantes do Partido. 

### Criação do cargo de Secretário Geral
Em correspondência com esse novo poder, foi criado o cargo do Secretário Geral como cabeça do Secretariado. Após a morte de Lenin, a figura do Secretário Geral tornou-se o cargo mais importante do Partido e do Estado. Naquele momento, Mikhailov e Iaroslavski foram substituídos por Valerian Kuibishev e por Iosif Stalin como Secretário Geral. 
A presença de Stalin e de Molotov consolidou-se e permaneceram no Secretariado embora as modificações consecutivas dos sus membros.Em 26 de abril de 1923, Kuibishev foi substituído por Ian Rudzutak, que pela sua vez foi substituído por Andrei Andreev em fevereiro de 1924. Em 2 de junho de 1924, ampliou-se o número de membros e aderiram ao Secretariado Lazar Kaganovitch e Zelenski. Porém, Zelenski foi substituído dous meses mais tarde por Nikolai Uglanov. Em 30 de abril de 1925, Andrei Bubnov substituiu Kaganovitch.

### Ampliação do Secretariado
Em 1 de janeiro de 1926, a composição do Secretariado sufriu mais uma modificação: adoptou-se um grupo de cinco membros plenos e dois candidatos. Os membros eram os já nomeados Stalin, Molotov e Uglanov, aos que se uniram Nikolai Ievdokimov e Stanislav Kosior como membros plenos e Aleksandra Artukhina e Andrei Bubnov como candidatos. Estes membros consolidaram-se, com algumas substituições concretas ao longo dos seguintes anos. Pois, Ievdokimov foi substituído em 9 de abril de 1926 por Nikolai Shvernik, substituído um ano mais tarde (16 de abril) por Kubjak. 
Em 19 de dezembro de 1927 adere mais um membro candidato, Ivan Moskvin, de forma que os membros do Secretariado são então Kosior, Kubjak, Molotov, Stalin, Uglanov (membros plenos) e Artukhina, Bubnov e Moskvin como candidatos. Kubjak foi substituído em 11 de abril de 1928 por Aleksandr Smirnov e, nesse mesmo dia, Karl Bauman foi incorporado como membro candidato. Em 12 de julho de 1928 foi substituído Kosior por Lazar Kaganovitch, de modo que ele volvia ocupar um cargo no Secretariado. Pela sua vez, em 30 de abril de 1929, Bauman tornou-se membro pleno ao ocupar o lugar de Uglanov. À altura de 30 de abril de 1929, o secretariado estava composto por Bauman, Kaganovitch, Molotov, Stalin e Postishev (incorporado então) como membros plenos e por Shvernik e Moskvin como candidatos. 

### Redução de membros
Desde 1930 a linha de ampliação do Secretariado invertiu-se. Em 21 de dezembro de 1930, Molotov deixou o seu cargo e em 2 de outubro de 1932 Bauman e Moskvin deixaram também o Secretariado. Em 10 de fevereiro de 1934, a composição geral foi quase totalmente modificada: só se mantiveram Stalin e Kaganovitch, e foram removidos os cargos de membros candidatos, entrando novos membros. Após essa remodelação, o Secretariado estava composto por Stalin, Kaganovitch e os novos integrantes Andrei Zhdanov e Sergei Kirov. 
Porém, Kirov foi assassinado em 1 de dezembro de 1934, ficando o órgão com apenas três membros. Para corrigi-lo, em fevereiro de 1935 aderiram ao Secretariado Nikolai Iezhov e, novamente, Andrei Andreev. Durante os seguintes quatro anos o secretariado manteve-se estável e, em 22 de março de 1939, Georgi Malenkov substituiu Kaganovitch. Em qualquer caso, as mudanças ralentizaram-se nesta época.
Em 4 de maio de 1941, Aleksandr Shcherbakov aderiu ao órgão, mas morreu em 10 de maio de 1945, pelo qual o secretariado continuou com quatro membros, até 18 de março de 1946. Nesse momento, Andreev deixa o órgão e entram a fazer parte Aleksei Kuznetsov e Georgi Popov. Uma nova época de rápidas trocas inicia-se em 6 de maio de 1946, quando Malenkov é substituído por Nikolai Patolitchev, pela sua vez substituído em 24 de maio de 1947 por Mikhail Suslov. Em 1 de julho de 1948 Malenkov entra novamente e também adere Pantaleimon Ponomarenko. Em 31 de agosto desse ano, Zhdanov morre e em 28 de janeiro de 1949, Kuznetsov é removido. Popov, pela sua vez, é substituído por Nikita Khrushchev em 16 de dezembro de 1949. 
Em 16 de outubro de 1952, verifica-se mais uma ampliação organizativa. Fazem parte do secretariado os já eleitos Stalin, Suslov, Ponomarenko, Malenkov e Khrushchev, e incorporam-se Averki Aristov, Leonid Brezhnev, Nikolai Ignatov, Nikolai Mikhailov e Nikolai Pegov. Ademais, o termo Secretário Geral deixa de ser utilizado no momento em que Stalin se converte de facto em líder supremo. 

### Morte de Stalin e liderado de Khrushchev
Em 5 de março de 1953, Stalin morre e o Secretariado Geral é modificado. Brezhnev, Ignatov, Pegov e Ponomarenko são substituídos por Semion Ignatiev, Piotr Pospelov e Nikolai Shatalin. Malenkov converte-se de facto no Secretario maior em função do seu cargo como Primeiro Ministro da URSS. Nove dias mais tarde, porém, Malenkov deixa o organismo, que formam nesse momento Ignatiev, Pospelov, Suslov, Khrushchev e Shatalin. 
Ignatiev e Shatalin abandonaram o secretariado em abril de 1953 e março de 1955 respetivamente. No intermeio, Khrushchev foi eleito Secretário Geral do Comité Central em 7 de setembro de 1953. Em 12 de 1955, aderem Nikolai Beliaev e Dimitri Shepilov, e em fevereiro de 1956 adere também Ekaterina Furtseva. Em 29 de junho de 1957, Shepilov é substituído por Otto Kuusinen e em dezembro desse ano, aderem Aleksei Kiritchenko e Nuritdin Mukhitdinov. Com estas incorporações, fazem parte do secretariado 11 membros: Ignatiev, Pospelov, Suslov, Khrushchev, Shatalin, Aristov, Beliaev, Kuusinen, Ignatov, Kiritchenko e Mukhitdinov. 
Porém, em 4 de maio de 1960, Aristov, Ignatsov, Kiritchenko, Pospelov e Furtseva deixam os seus cargos e em 16 de julho é demitido Brezhnev. Embora as saídas consecutivas desde então, o órgão continua formado por um grupo cumprido, e em 1961 fazem parte dele Piotr Demitchev, Leonid Ilitchev, Frol Kozlov, Boris Ponomarev, Ivan Spiridonov e os já eleitos Khrushchev, Suslov e Shelepin. O grupo aumentará, após a saída de Spiridonov, com a incorporação de Iuri Andropov, Vasili Poliakov, Konstantin Rusakov e Vitali Titov em 1962 e as de Leonid Brezhnev e Nikolai Podgorni em 1963. 

### O liderado de Brezhnev
Em 14 de outubro de 1964, Leonid Brezhnev é nomeado Primeiro Secretário no pleno do Comité Central do PCUS em substituição de Nikita Khrushchev, que abandona também o Secretariado. Em 16 de novembro também são removidos dos seus cargos Kozlov e Poliakov, Ilitchev é substituído por Dimitri Ustinov (2 de março de 1965), Fiodor Kulakov substitui Titov (29 de setembro) e Ivan Kapitonov substitui Podgorni (6 de dezembro). 
Em 8 de abril de 1966, o Secretario está formado por Brezhnev como Secretário Primeiro, Demitchev, Andropov, Kapitonov, Kulakov, Ponomarev, Rusakov, Suslov, Ustinov, Shelepin, e Andrei Kirilenko, que entra a fazer parte esse dia. Outras modificações acontecem nos seguintes meses: Rudakov morre e Andropov e Shelepin abandonam o organismo, entrando Mikhail Solomontsev em 1966 e Konstantin Katushev em 1968. Em 23 de novembro de 1971 deixa o seu cargo Solomontsev e, um ano depois, ingressa Vladimir Dolgikh. 
Em 5 de março de 1976, são eleitos secretários pelo pleno do Comité Central Brezhnev, Dolgikh, Kapitonov, Katushev, Kirilenko, Kulakov, Ponomarev, Suslov, Ustinov, e os novos cargos Mikhail Zimianin e Konstantin Tchernenko. Porém, em outubro desse ano Ustinov será substituído por Iakov Riabov e, em 24 de maio de 1977, Konstantin Rusakov substitui Katushev.
Em 27 de novembro de 1978 produz-se outro ingresso importante, o de Mikhail Gorbatchev, à que seguem a saída de Riabov (abril de 1979) e a morte de Suslov (25 de janeiro de 1982). Em 24 de maio de 1982, adere novamente ao organismo Iuri Andropov, que, após a morte de Brezhnev em 10 de novembro desse ano, é nomeado novo Secretário Geral do Comité Central do Partido Comunista da URSS em 12 de novembro de 1982 pelo pleno do Comité Central. 

### O liderado de Andropov
Durante a direção de Andropov (até a sua morte em 9 de fevereiro de 1984) houve apenas mudanças superficiais. Kikilenko foi substituído por Nikolai Rizhkov em 22 de novembro de 1982, e em 1983 ingressam no órgão Grigori Romanov (15 de junho) e Iegor Ligatchev (26 de dezembro). 

### O liderado de Tchernenko
À morte de Andropov, Konstantin Tchernenko é eleito Secretário-geral do Comité Central do Partido Comunista da URSS pelo pleno do Comité Central. Porém, Tchernenko morre logo em 10 de março de 1985, sem que no Secretarido se produçam quaisquer mudanças. 

### O liderado de Gorbatchev
Em 11 de março de 1985, Mikhail Gorbatchev é eleito em substituição de Konstantin Tchernenko. Imediatamente produzem-se uma série de mudanças. Em abril, Viktor Nikonov adere; em julho, Romanov é substituído por Boris Ieltsin e por Lev Zaikov; e em outubro, Rizhkov é removido do seu cargo. Em fevereiro de 1986, Ieltsin e Rusakov abandonam o secretariado e, em 6 de março ingressam novos membros. Nesse momento, fazem parte do órgão, Gorbatchev, Dolgikh, Zaikov, Ligatchev, Zimianin e Nikonov, e aderem Aleksandra Biriukova, Antonin Dobrinin, Vadim Medvedev, Georgi Razumovski e Aleksandr Iakovlev. E, em janeiro de 1987, Zimianin abandona o seu cargo e ingressam Anatoli Lukianov e Nikolai Sliunkov. 
Desde 1988 e sob a direção de Gorbatchev, produz-se uma importante modificação de membros: em 18 de fevereiro ingressa Oleg Baklanov, em 30 de setembro Briukova, Dobrinin, Dolgikh e Lukianov abandonam os seus cargos e unicamente ingressa Viktor Tchebrikov. No ano seguinte, em 20 de setembro de 1989, Nikonov e Tchebrikov são substituídos por Andrei Girenko, Iuri Manaenkov, Iegor Stroev e Gumer Usmanov. Também ingressa Ivan Frolov. 

### Novas ampliações
Após as mudanças, e após a re-eleição de Gorbatchev no XXVIII Congresso do PCUSS em 10 de julho de 1990, o Secretariado é muito alargado em número de membros: quatro dias depois ingressam Viktor Aniskin, Boris Gidaspov, Aleksandr Dzasokhov, Valentin Kuptsov, Iuri Manaenkov, Galina Semionova, Valentin Falin, Oleg Shenin, Gennandi Ianaev, Valentin Gaivoronski, Ivan Melnikov, Aleksandr Teplenitchev e Turgunova Gultchekhra. Em 31 de janeiro de 1991, Piotr Lutchinski substitui Ianaev. Em 26 de julho, aderem também Vladimir Kalashnikov e Aleksandr Maltsev.

### Fim das atividades e desaparição
Após o golpe de agosto, no dia 24, Mikhail Gorbatchev abandona o cargo de Secretário Geral do Comité Central do Partido Comunista da URSS, que é ocupado por Vladimir Ivashko. Ao mesmo momento, na RSFS da Rússia, as atividades do Secretariado são abolidas por Boris Ieltsin. E cinco dias depois, a atividade do Comité Central do Partido é suspensa pelo Soviete Supremo da União Soviética, e deixa oficialmente de existir como órgão.

## Outros artigos
- Secretário Geral do Comité Central do Partido Comunista da URSS
- Politburo
- Orgburo
- Partido Comunista da União Soviética
- Soviete Supremo da URSS